# Tèssal de Tral·les
Tèssal de Tral·les (en grec Θεσσαλός Thessalós) (?, Tral·les - 79, Tral·les) va ser un metge grec de la regió de Cària, que s'establí a la ciutat de Roma a l'època de l'emperador Neró. Va ser seguidor de l'escola metòdica de Temisó de Laodicea.
Una carta d'ell, segurament apòcrifa, conservada en un tractat d'astrologia i que dona trets biogràfics, diu que Tèssal era un excel·lent astròleg i que coneixia molt bé l'aplicació de les herbes a les malalties. En aquest text, Tèssal practicava la medicina a Alexandria utilitzant els coneixements que donava el llibre Nequepso-Petosiris, una obra que parlava de les vint-i-quatre maneres de tractar el cos humà i curar totes les malalties seguint els signes del zodíac i tractant-los amb pedres i plantes. Va intentar seguir els consells del llibre però no se'n va sortir, i es va convertir en la riota dels altres metges. Va marxar d'Alexandria i va recórrer Egipte, amb la intenció de suïcidar-se si no trobava un bon mètode de curació. Diu el text que la seva ànima li anava dient que aviat tindria un contacte amb els déus, i demanava constantment una visió o una inspiració per portar a terme els seus projectes. Va arribar a Tebes on va trobar un sacerdot egipci que li va proposar conversar amb un mort, o si volia amb la mateixa divinitat. Tèssal va triar parlar amb Asclepi, i després de dejunar tres dies, el sacerdot el va tancar en una habitació subterrània i el va fer seure davant d'un tron on havia d'aparèixer Asclepi. Per fi va aparèixer el déu, i Tèssal li va preguntar perquè no havia tingut èxit amb les fórmules que donava el llibre de Petosiris. Asclepi va contestar que l'antic egipci no sabia en quin moment s'havien de collir les plantes i li va dictar un tractat (Sobre les plantes sotmeses als dotze signes del zodíac i al set planetes), amb el qual va fer-se famós com a metge. Tèssal també va preguntar a Asclepi si hi havia alguna planta que donés la immortalitat, i el déu li va respondre que moltes, però que no era bo que l'home les conegués. Asclepi va desaparèixer i va pujar al cel.